# Monumentul Independenței din Râmnicu Vâlcea
Monumentul Independenței din Râmnicu Vâlcea este un monument istoric aflat pe teritoriul municipiului Râmnicu Vâlcea.